# Cacia colambugana
Cacia colambugana är en skalbaggsart som beskrevs av Heller 1923. Cacia colambugana ingår i släktet Cacia och familjen långhorningar.
Artens utbredningsområde är Filippinerna. Inga underarter finns listade.